# Tele K
Tele K és una cadena de televisió de Vallecas, a Madrid que emet en obert des de 1992. Té un important caràcter polític o social i és considerada com una de les televisions locals més antigues de la ciutat. Està federada i presideix l'Associació de Televisions Locals de la Comunitat de Madrid, i a més és sòcia de la Xarxa de Mitjans Comunitaris.

## Història
En l'actual procés d'implantació d'emissió en Televisió Digital Terrestre, Tele K no va aconseguir cap llicencia d'emissió, la qual cosa podria suposar el seu tancament de manera definitiva. La pèrdua de la nova llicència, que també han experimentat altres cadenes de televisió locals que emeten des de fa anys, va resultar molt polèmica perquè la major part de les noves adjudicacions van correspondre a empreses formades recentment, tant públiques com privades. Durant aquest temps, el canal va córrer un risc seriós de desaparició atès que les emissions locals cessaven en la Comunitat de Madrid l'1 de gener de 2008.
No obstant això, el 4 de desembre de 2007 el Senat d'Espanya va reconèixer a 20 emissores locals de proximitat, entre elles Tele K, la possibilitat d'obtenir llicències locals per la TDT, al marge del concurs de la Comunitat Autònoma, dins del marc de la Llei d'Impuls a la Societat de la Informació. Per tant, la cadena vallecana va recuperar la seva legalitat i va poder optar a una concessió local de Televisió Digital Terrestre.
El 10 de març de 2010, en un acte celebrat al Círculo de Bellas Artes de Madrid, Tele K va signar amb Comissions Obreres, UGT i la Federació Regional d'Associacions de Veïns de Madrid (FRAVM) un protocol d'intencions per al desenvolupament digital i manteniment de l'emissora vallecana.
Aquest protocol contempla l'elaboració d'un pla de viabilitat i la creació d'una fundació encarregada de donar suport a la gestió de la cadena. El divendres 12 de març, Tele K inicia oficialment les seves emissions al canal 30 de la TDT amb un programa especial, denominat Espelonia, en el qual participen, entre d'altres, el còmic Leo Bassi, l'actor Willy Toledo, el doctor Luis Montes, Manuel Fuentes Revuelta (alcalde de Seseña), Pilar Manjón (presidenta de l'Associació 11-M Afectats del Terrorisme) o El Gran Wyoming (actor i presentador). Després de l'apagada analògica, el canal va cessar les seves emissions analògiques.
Des de feia temps, el canal corria un risc seriós de ser tancat per falta de fons i per no poder finançar-se amb publicitat, per la qual cosa es va llançar una plataforma de suport a la cadena anomenada SOS Tele K (a través de la web www.sostelek.es i www.vallecas.org), amb la qual es va pretendre que voluntaris fessin donacions o aportacions econòmiques al canal per a la seva subsistència. Durant un temps va deixar d'emetre per recaptar fons, fins que el 16 de gener de 2012 va tornar al senyal de la TDT madrilenya, després de reunir 35.000 euros.
Entre 2010 i 2013 en aquesta televisió es van emetre les tres primeres temporades de La Tuerka programa inicialment presentat per Pablo Iglesias en el qual participaven assíduament també Miguel Urbán, Juan Carlos Monedero i Tania Sánchez Melero. Aquest programa va permetre especialment a Pablo Iglesias aconseguir certa notorietat abans de fundar el partit Podem a principi de 2014.

## Actuals canals que emeten en el mux de Tele K (Madrid)
- MUX 25: Tele K, Solidaria TV, IB, AAAAAAAAA (Els dos darrers no emeten)
- MUX 28: Tele K, Imagine TV, Red 31 TV, Aire TV (Tots en emissió llevat Aire Tv)
- MUX 30: Tele K, Iberoamérica TV, Red 31 TV
- MUX 46: Tele K, Iberoamérica TV, Red 31 TV
- Tele K, TV, mux 25, 28, 30, 46 en TDT per a tota la província de Madrid. Connecta a diferents hores amb Cadena Local TV - Local Media TV, TeleSUR i Euronews.